# 林軌跡
林軌跡（Hayashi track）（林忠四郎线）是原恆星在赫羅圖上經歷原恆星雲之後達到趨近靜力學平衡的路徑。
1961年林忠四郎顯示有一個最小的有效溫度（相當於在赫羅圖的右側邊界）存在，這個臨界溫度大約是4000K，低於這個溫度靜力學平衡便不能維持。因此原恆星雲低於此溫度時必需經由收縮以提高溫度，直到達到臨界溫度。一旦達到臨界溫度，原恆星將繼續收縮至克赫時標，但是有效溫度不會繼續上升，而始終維持在林界限，因此林軌跡在赫羅圖上幾乎是垂直的。
恆星在林界限上是完全的對流體：這是因為他們是低溫和高度的不透明，因此輻射性的能量傳輸是毫無效率的，並且內部因而有大的溫度階梯。質量低於0.5太陽質量的恆星在由前主序星狀態進入主序星時會維持在林軌跡（意思是完全的對流體）的狀態，並在林軌跡的底部進入主序帶。質量高於0.5太陽質量的恆星，當林軌跡結束時，亨耶跡的狀態就會開始，當恆星內部的溫度上升到足夠高時，中央的不透明度便會降低，輻射傳輸能量的效率相對的被提升，會比對流更有效率：對一定質量的恆星而言，在林軌跡中光度最低的恆星是因為他依然完全以對流來傳輸能量。
在林軌跡的對流意謂著恆星將要進入主序帶與有著完全均勻的結構。